# Страуме, Янис
Янис Страуме (латыш. Jānis Straume; 27 августа 1962, Сигулда, Латвийская ССР — 10 июля 2024, Юрмала) — латвийский врач и политический деятель, председатель 7-го Сейма Латвии (1998—2002).

## Биография

### Ранние годы
Янис Страуме родился 27 августа 1962 года, в семье жертв Сталинских репрессий. В 1980 году окончил Сигулдскую городскую гимназию. После этого он поступил медицинский университет имени Страдыня, который он успешно окончил в 1986 году. После окончания учёбы, он следующие четыре года проработал в Рижской 3-й больнице.

### Политическая карьера
Во время разгара Перестройки в 1988 году, Страуме начал работать в правозащитной организации «Хельсинки-86», позднее присоединился к ДННЛ, и «Союзу 18 ноября», став председателем партии в 1991 году. Позже также участвовал в партии «За отечество и свободу».
В 1993 году был избран депутатом 5 Сейма по списку «За Отечество и свободу». Он также участвовал в выборах в 1995 года. В этом же году Яниса избрали заместителем председателя Сейма, сменив Айгара Юргенса.
На выборах 1998 года, Янис вновь был избран депутатом, по списку партии «Отечеству и свободе/ДННЛ», а 3 ноября 1998 года — председателем Сейма. Пока он был председателем Сейма, его зарплата была 8224 лата. В 2002 году Страумие был избран председателем ТБ/ДННЛ, сменив Мариса Гринблатса.
Страуме баллотировался на выборах в 2006 году, но избран не был. В это же году, на посту лидера его сменил партии Роберт Зиле. Однако он занимал должности в политизированном руководстве нескольких важных государственных предприятий (Почта Латвии, Рижский аэропорт, Рижский порт). В 2007 году он стал советником председателя Рижской думы Яниса Биркса. В 2009 году сам безуспешно баллотировался на выборах в Рижскую думу. 10 марта 2011 года Янис Страуме покинул партию ТБ/ДННЛ.
8 апреля 2011 года, он был задержан полицией, за вождение в нетрезвом состоянии. В его крови было 1,9 проммили алкоголя. Суд приговорил его к 10 дням лишения свободы и штрафу 800 латов.
На выборах в 2014 году, Страуме безуспешно баллотировался в качестве кандидата от партии «Едины для Латвии».

### Смерть
Утром 10 июля 2024 года, возле железнодорожной станции Яундубулты, был обнаружен сбитый поездом мужчина. Позже было установлено, что погибшим был Янис Страуме. Изначально, считалось что это был несчастный случай, однако впоследствии было установлено, что политик совершил самоубийство.
Свидетельница происшествия заявила, что утром, гуляя рядом с железной дорогой, заметила нервного мужчину, который ходил рядом со станцией. Когда поезд приблизился, она отвлеклась, а когда посмотрела вновь увидела, как мужчина попал под поезд. Машинист поезда также заявил, что мужчина бросился под поезд намеренно. Позднее, дочь Стауме Мадара, заявила, что в последние годы жизни, её отец мало ел, был в депрессии и имел трудности с финансами.
17 июля того же года, состоялась церемония прощания в Рижском крематории.

## Семья
Был женат на Байбе Страуме. Имел троих детей: дочери Лига и Мадара. Сын: Янис.